# Westenborken
Westenborken ist eine Streusiedlung und ein Stadtteil der Stadt Borken im gleichnamigen Kreis in Nordrhein-Westfalen.

## Geographie
Westenborken erstreckt sich im Südwesten des Borkener Stadtgebiets. Nördlich liegt das Tal der Bocholter Aa mit der Bauerschaft Hoxfeld. Im Westen liegt Rhedebrügge, im Osten Grütlohn, im Süden die Bauerschaft Homer, die zu Raesfeld gehört.
Durchzogen wird Westenborken von einigen Nebenbächen der Bocholter Aa. Der wichtigste von ihnen ist der Kieritbach.
Westenborken liegt im Naturpark Hohe Mark.

## Geschichte
Der Ort wurde im Jahre 1206 erstmals erwähnt. Im Jahre 1206 erhielt das Kloster Asbeck den Zehnten in Westenborken. Damals war Westenborken eine Bauerschaft im Kirchspiel Borken. In der Mitte des 19. Jahrhunderts wurde das Dorf selbstständig. Die kommunale Neugliederung trat am 1. Juli 1969 in Kraft. Westenborken kam zur Stadt Borken.

## Verkehr
Im Norden von Westenborken verläuft die Bundesstraße 67, die Bocholt und Borken mit der A31 verbindet. östlich verläuft die L 896 von Borken nach Wesel. Der Ortskern von Westenborken liegt an der Kreisstraße 50, die B 67 und L 896 verbindet.